# Tantal african
Tantal african (Mycteria ibis) este o pasăre din familia Ciconiidae, larg răspândită în regiunile sud-sahariene și Madagascar.